# Фангатауфа
Фангатауфа (фр. Fangataufa) — атолл в архипелаге Туамоту (Французская Полинезия). Находится в 40 км к юго-востоку от атолла Муруроа.

## География
Атолл имеет форму прямоугольника, длина которого составляет 8,5 км, а ширина — 7,5 км. В центре расположена глубокая лагуна (до 40-42 м).

## История
Фангатауфа был открыт в 1826 году англичанином Фредериком Бичи, который дал атоллу название Кокбёрн (англ. Cockburn).

## Административное деление
Административно входит в состав коммуны Туреиа.

## Население
До середины XX века остров был обитаем. После 1965 года на острове постоянных жителей нет. Основным занятием местных жителей было производство копры.

## Ядерные испытания
Атолл приобрёл известность после испытания здесь Францией ядерного оружия. В период с 1966 по 1996 годы вблизи Фангатауфы было произведено 5 взрывов ядерного оружия в атмосфере и 10 подземных взрывов на глубине 500—700 м под лагуной атолла.